# Deutscher Protestantenverein
Der Deutsche Protestantenverein (auch Allgemeiner Deutscher Protestantenverein oder einfach Protestantenverein, abgekürzt DPV) war ab 1863 ein Verein deutscher Protestanten, welcher nach § 1 seiner Statuten auf dem Grunde des evangelischen Christentums eine „Erneuerung der protestantischen Kirche im Geist evangelischer Freiheit und im Einklang mit der ganzen Kulturentwickelung seiner Zeit“ anstrebte.

## Entstehung
Im Zuge der „Neuen Ära“ im Großherzogtum Baden kam es ab 1860 zu Forderungen nach einer Selbstregierung der bislang durch den dem Innenministerium unterstehenden Evangelischen Oberkirchenrat geleiteten evangelischen Landeskirche. Die neue Kirchenverfassung vom Juni 1861 stärkte die Stellung der Gemeinden und führte eine Generalsynode als Vertretung des Kirchenvolks ein. Um den liberalen Kräften in der Kirche eine Vertretung in der Synode zu sichern, aber auch um die Demokratisierung der Kirche auszubauen und nach Möglichkeit auch in anderen Landeskirchen zu verwirklichen, kamen Theologen und Laien regelmäßig zu Konferenzen in Durlach zusammen. Die vierte Durlacher Konferenz, die im August 1863 unter dem Vorsitz des Heidelberger Pfarrers Karl Zittel tagte, regte den Gedanken regelmäßig wiederkehrender Versammlungen solcher deutschen Protestanten an, welche die Überzeugung hegen, dass die seit längeren Jahren betretene Bahn der kirchlichen Restauration das deutsche Volk dem Christentum immer mehr entfremde. Auf Grund einiger von dem Heidelberger Professor Daniel Schenkel entworfenen Thesen vereinigte man sich zur Gründung und Einberufung eines deutschen Protestantentags und bezeichnete als dessen Hauptzweck die Anbahnung einer deutschen gesamtkirchlichen Nationalvertretung.
Auf der am 30. September 1863 zu Frankfurt am Main abgehaltenen, von 131 Notabeln aus sämtlichen größeren deutschen evangelischen Landeskirchen besuchten Vorversammlung wurde auf Vorschlag des Berliner Unionsvereins der Protestantentag in einen Protestantenverein umgewandelt. Als Ziel wurde formuliert, die theologische Arbeit zur Befreiung und Läuterung der Lehre von dem noch herrschenden Dogmatismus der protestantischen Wissenschaft zu überlassen, dagegen den Ausbau des kirchlichen Verfassungs- und Gemeindelebens und die Förderung der praktisch-kirchlichen Thätigkeit als Hauptgebiet seiner Tätigkeit zu betrachten. Theologisch prägend war neben Schenkel vor allem Richard Rothe.
Die endgültige Begründung des Vereins erfolgte auf seiner ersten eigentlichen Versammlung in Eisenach am 7. und 8. Juni 1865, an der sich 300 Theologen und 200 Laien beteiligten. Der Heidelberger Staatsrechtler Johann Caspar Bluntschli leitete diese und auch die ersten jährlich abgehaltenen Protestantentage, die Vollversammlungen des DPV. Nach den einstimmig angenommenen Satzungen wollte der Protestantenverein insbesondere dahin wirken, dass die Gemeinde der Hierarchie gegenüber zu ihrem Recht und dadurch auch zu wirklichem eigenen Leben komme; er wollte alles, was die sittliche Kraft und Wohlfahrt des Volkes bedingte, zu fördern suchen und für diese Zwecke tüchtige Kräfte aus dem ganzen deutschen protestantischen Volk sammeln und vereinen.

## Wirksamkeit
Die Mitglieder des DPV versammelten sich in Orts- oder Bezirks- oder Landesvereinen. Sie hatten ihre besondere Vertretung auf den Protestantentagen. Die Leitung der Geschäfte lag in der Hand eines Ausschusses, vor allem des Büreaus (seit 1874 in Berlin).
Schon seit 1866 und noch mehr seit 1870 war der Protestantenverein wesentlich zugleich im nationalen Sinn tätig und hat auf seinen Versammlungen fast alle die Maßregeln, welche in Preußen zum Kulturkampf und zu Verfassungsänderungen der evangelischen Kirche führten, zum voraus gefordert und befürwortet. Seine liberale Haltung rief allerdings den Widerstand vieler Kirchenbehörden in Deutschland hervor. In vielen deutschen Landeskirchen konnten geistliche Mitglieder des Protestantenvereins nicht zur Anstellung, in Preußen meist nicht zur Beförderung gelangen. Nur in der pfälzischen Landeskirche, wo der schon 1858 gegründete Protestantischen Verein der Pfalz sich als Landesorganisation dem DPV anschloss, hatte er seine Hochburg und gewann bleibenden Einfluss.
Im Zusammenhang mit der restaurativen Wendung der Kirchenpolitik in Preußen, die mit dem Rücktritt erst des Präsidenten des preußischen Evangelischen Oberkirchenrats, Emil Herrmann, dann des Kultusministers Adalbert Falk einherging, geriet der DPV noch mehr unter Generalverdacht und verlor fast überall an Bedeutung. Hierzu trug auch die Gründung des Evangelischen Bundes 1886 bei, der den Antikatholizismus des DPV fortführte, aber ungleich erfolgreicher war. Dazu kam, dass die neue Generation liberaler Theologen (vor allem, aber nicht nur aus dem Kreis um Albrecht Ritschl) sich von der von Rothe und Schenkel geprägten Form des kirchlichen Liberalismus abwandte.
Um die Jahrhundertwende konnte der Verein, der zwischen 1890 und 1896 keine Protestantentage mehr abgehalten hatte, seine Stellung konsolidieren. 1910 berief er mit anderen liberalen Gruppierungen den Weltkongreß für freies Christentum und religiösen Fortschritt ein. Unter dem Generalsekretär Wilhelm Schubring und dem Präsidenten Paul Luther, die beide der Deutschen Volkspartei angehörten, konnte der DPV in der Weimarer Republik, noch einmal an Einfluss gewinnen. In der Zeit des Nationalsozialismus suchte er eine neutrale Stellung zwischen den Deutschen Christen und der Bekennenden Kirche zu halten. Nach 1945 schloss er sich dem Bund für freies Christentum an.
Organe des Protestantenvereins waren u. a. die in Berlin (anfangs Elberfeld) erscheinenden Protestantischen Flugblätter und das Jahrbuch des deutschen Protestantenvereins (Elberfeld, 1869–72). Dem Verein nahe standen die liberale Berliner Protestantische Kirchenzeitung sowie das zu Bremen erscheinende Deutsche Protestantenblatt.